# Lorraine-Dietrich
Pour les articles homonymes, voir Lorraine (homonymie) et Dietrich.

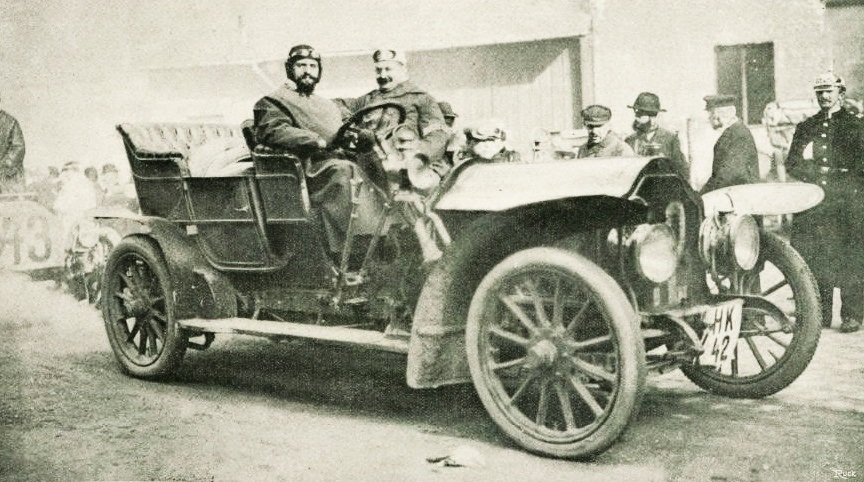
Le pilote Marc Sorel, ici classé à l'Herkomer Konkurrenz 1906 sur Lorraine-Dietrich (vainqueur de Dehli-Bombay et de la Coupe des Pyrénées 1905, recordman du trajet Paris-Nice 1907, toujours avec la marque).

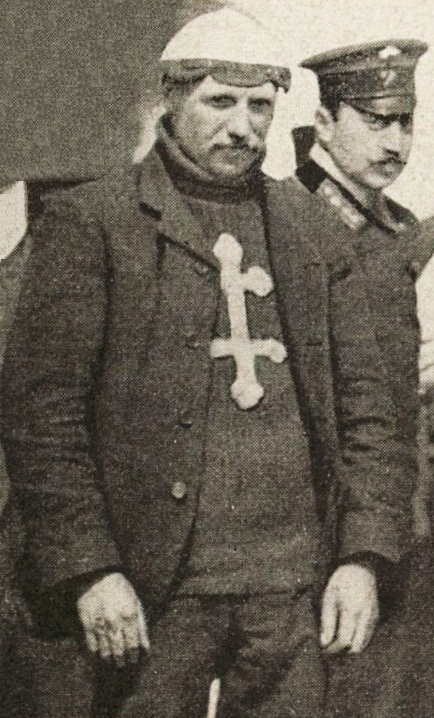
Arthur Duray vainqueur de Saint-Pétersbourg-Moscou 1907 (après l'arrivée moscovite sur une 60hp): il porte son habituel pull-over à croix de Lorraine cousue.

La Société lorraine des anciens établissements de Dietrich et Compagnie de Lunéville, plus connue sous le nom de Lorraine-Dietrich, est une entreprise française de construction d'automobiles, de matériel roulant ferroviaire, de matériel lourd et de moteurs d'avion.
En difficulté financière au milieu des années 1930, l'usine Lorraine est nationalisée en 1937 et prend le nom de société nationale de construction de moteurs (SNCM), avant d'être reprise par Gnome et Rhône en 1941.

## Histoire

### La genèse de la société avec la«Société de Dietrich et Compagnie de Lunéville»
L'entreprise est née des conséquences du traité de Francfort de 1871, qui imposa l'annexion de l'Alsace-moselle par l'Empire allemand. En 1879, afin de pouvoir poursuivre ses livraisons aux compagnies de chemin de fer françaises, Eugène de Dietrich (1844-1918) fonde une usine à l'ouest de la nouvelle frontière, à Lunéville en Lorraine. À l’origine, ces ateliers devaient seulement effectuer le montage de wagons. En 1897, devant l’importance qu’avait pris cet atelier, la création d’une société distincte, soumise à la législation française est décidée, elle prend le nom de « Société de Dietrich et Compagnie de Lunéville ». La direction de l’entreprise était assurée par le baron Eugène de Dietrich, secondé à partir de 1890 par ses neveux Adrien de Turckheim, alors jeune ingénieur dynamique et entreprenant, et Eugène de Turckheim.
En cette même année, Eugène de Dietrich, qui fabriquait déjà à Reichshoffen des voitures automobiles, acquit, pour l’usine lunévilloise, le brevet d’Amédée Bollée Fils, sous l’impulsion d'Adrien de Turckheim. Débute alors la construction en série des voitures de ce type, et cette fabrication devait durer jusque dans le courant de l’année 1902. En 1901, lors du salon de Paris, Adrien de Turckheim entre en contact avec Léon Turcat, de Marseille. En février 1902, sans consulter sa famille, Adrien de Turckheim signe des accords avec les deux ingénieurs Turcat et Simon Méry (Turcat-Méry), pour la construction de voitures de Dietrich et Cie. L'entreprise emploie quelques années l'ingénieur Ettore Bugatti au début du XXe siècle, à l'initiative d'Eugène de Dietrich.

### Transformations pour devenir la«Lorraine-Dietrich»

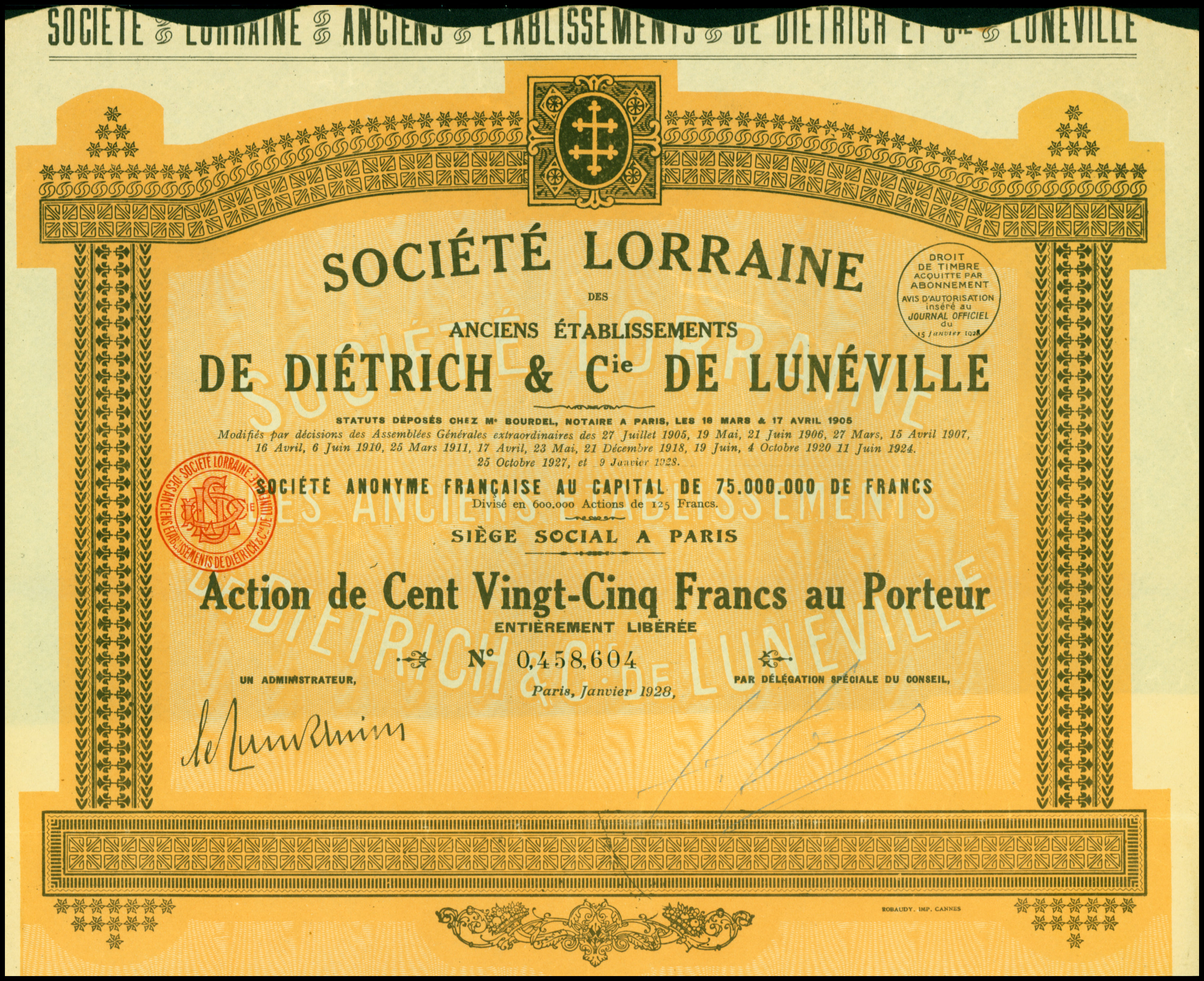
Action de la Société Lorraine des Anciens Établissements De Dietrich et Cie en date du janvier 1928.

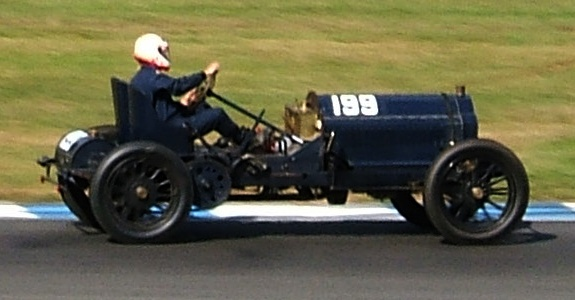
Une Lorraine Dietrich CR2.

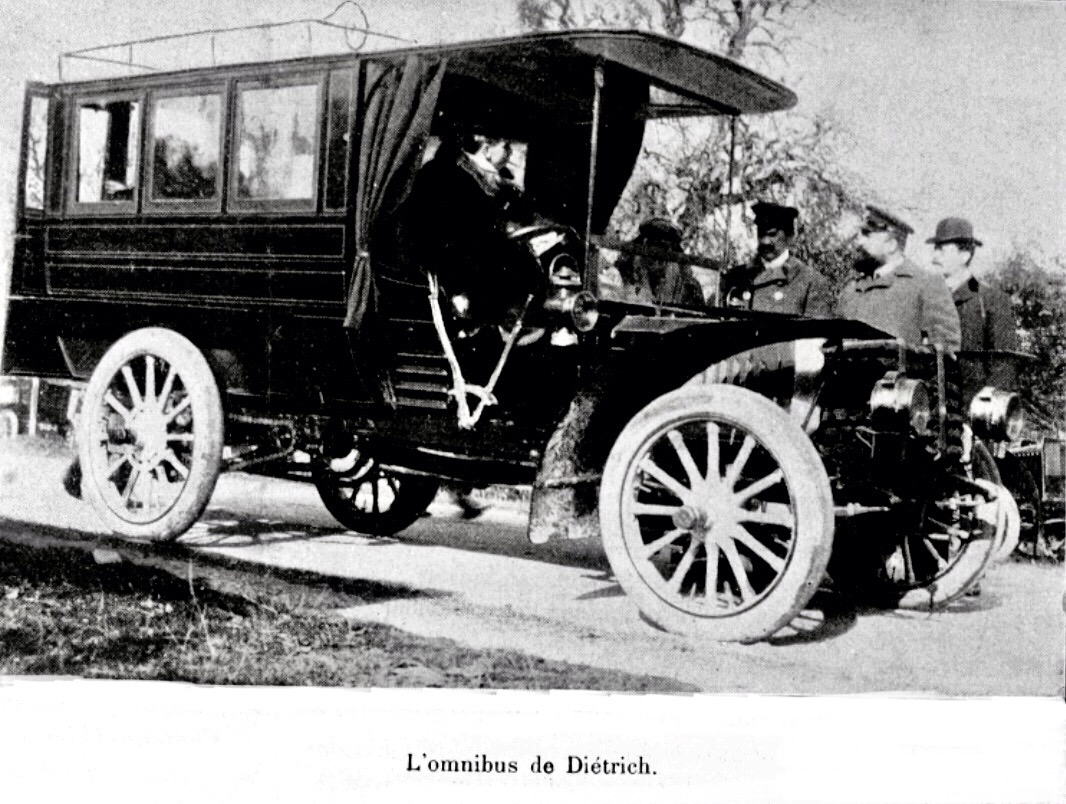
Omnibus de Dietrich (1903).

En 1905, la famille de Dietrich se retire de l'affaire. Le 4 mars 1905, la Société de Lunéville se transforme en Société anonyme au capital de 5 millions de francs et n'a plus aucune attache avec ses premiers fondateurs. Elle prend le nom de : « SOCIETE LORRAINE des ANCIENS ETABLISSEMENTS de DIETRICH et Cie de LUNEVILLE », plus connue sous l'appellation de Lorraine-Dietrich. Son siège social se situe à Paris, 8, boulevard Malesherbes.
Elle adopte pour marque et emblème la croix de Lorraine, or sur fond bleu. La définition de l’objet social, d’après les statuts, est très large : « construction de wagons, automobiles et tous objets mécaniques pour l’industrie des transports par automobile et autres moyens ».

### Les usines
En 1907, une seconde usine est créée, cette-fois en région parisienne, à Argenteuil. Cette usine se spécialise dans la fabrication de voitures de tourisme, les « Lorraine ». L'usine de Lunéville se spécialise dans la production de matériel ferroviaire, mais aussi de véhicules lourds utilitaires et de voitures de course. Elle possède un atelier spécialisé dans la construction de prototypes destinés à concourir dans des rallyes automobiles et les courses d’endurance. 

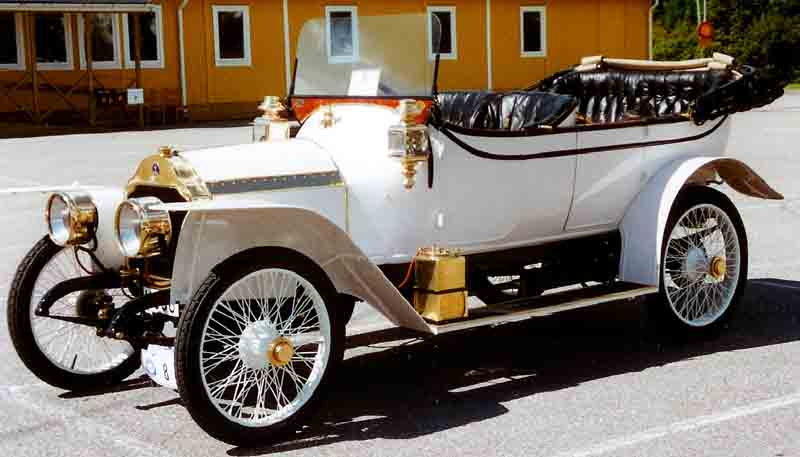
HP Torpedo 1912.

En 1906 et 1907, l'entreprise tente de s'imposer sur le marché européen en achetant la moitié du capital d'Isotta-Fraschini, dont le plus gros modèle, fabriqué avec quelques modifications par Turcat-Méry dans leur usine de Marseille, constitue le haut de la gamme Lorraine. En même temps, une nouvelle société, la « Lorraine-Dietrich Limited », est constituée à Birmingham, en Grande-Bretagne, et acquiert les usines Ariel dans le but de construire le modèle Isotta-Fraschini. Mais la crise de 1909 force la firme lorraine à revendre ses parts en Italie, à liquider la filiale anglaise et à rechercher de nouveaux capitaux. Les nouveaux associés imposent une révision de la gamme de production qui se limite, entre 1909 et 1912, aux modèles Turcat-Méry, remplacés peu à peu, à partir de cette année-là, par de nouveaux types dus à un ingénieur de la maison : une 40 HP, puis une 14 HP et une 20 HP à partir de 1913.

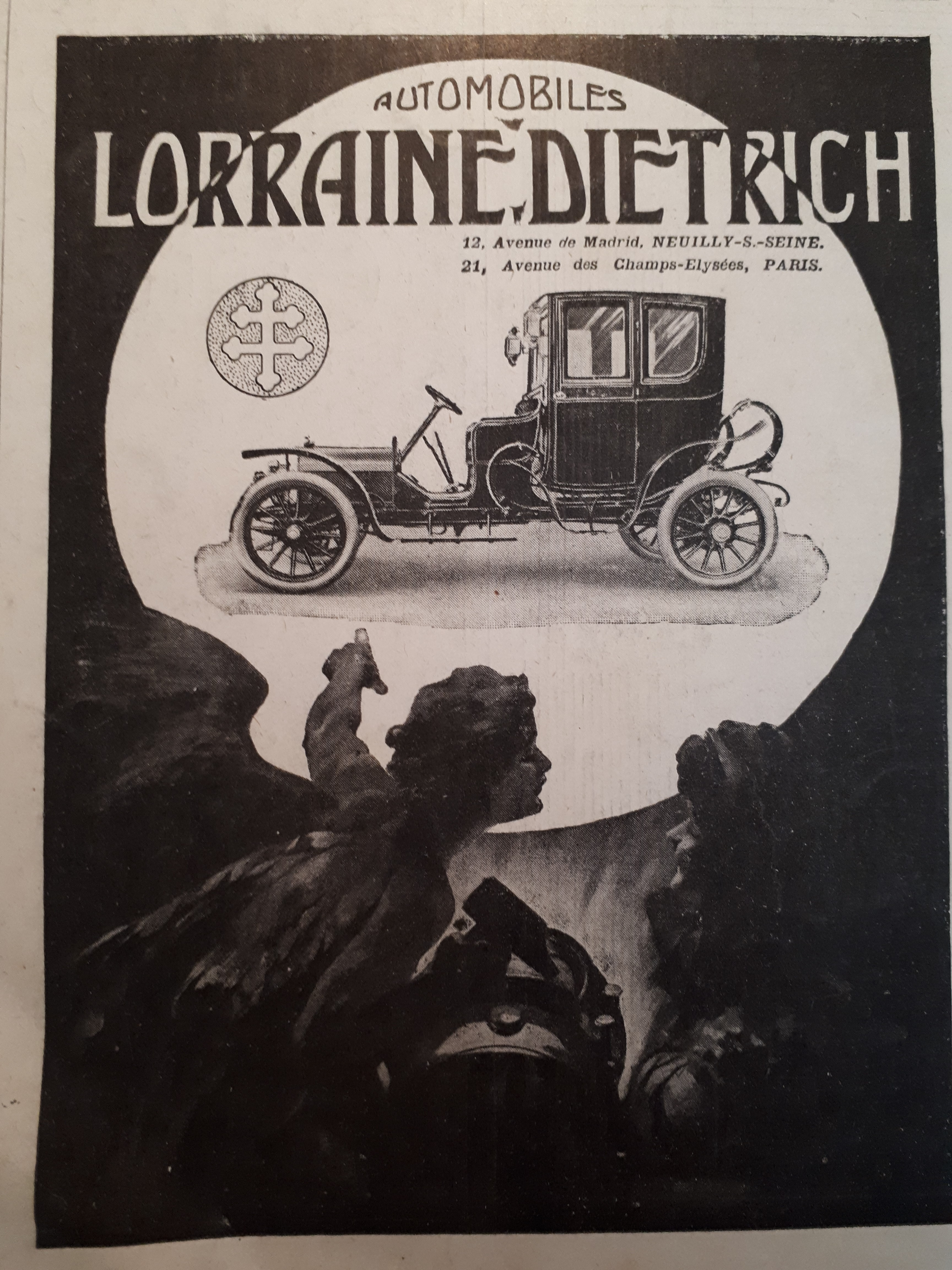
Publicité (1923).

L'accord avec Turcat-Méry est rompu en 1911, Turcat et Méry voulant reprendre leur indépendance. L'entreprise va être dirigée à partir de cette date par Adrien et son frère Eugène. En 1912, le capital de l'entreprise atteint les 6 millions de francs.

### La guerre puis la faillite

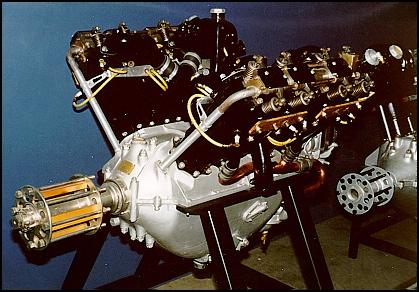
Moteur d'avion 8Be.

La guerre de 1914 amène la Lorraine-Dietrich à se tourner vers la fabrication de matériel militaire lourd  - camions, wagons, blindés (auto-mitrailleuses) - , tandis que les usines d'Argenteuil, sous la direction technique de Marius Barbarou, un ancien de Delaunay-Belleville, étaient consacrées à la fabrication des moteurs d'avions conçus par cet ingénieur.
Après la guerre, la division Lorraine construit des moteurs d'avion, notamment le Lorraine 12 Eb de 450 chevaux, monté en W, qui équipait le Potez 25 ou l'Oiseau blanc de Nungesser et Coli.
En 1929, le gouvernement forme la SGA, « Société Générale d’Aéronautique » en fusionnant plusieurs avionneurs autour de Lorraine-Dietrich. Les frères Wertheimer et Félix Amiot, de même que les actionnaires, récupèrent des dividendes impressionnants. Mais en 1934, c’est la faillite. Pour éviter le scandale politico-militaire, l’État autorise Amiot et Bloch à racheter l’entreprise à bas prix. Amiot et les frères Wertheimer la rachètent pour une bouchée de pain. Cet épisode reste peu clair. S'agit-il de toute l'entreprise Lorraine-Dietrich, ou bien de la division s'occupant des moteurs d'avion  ?

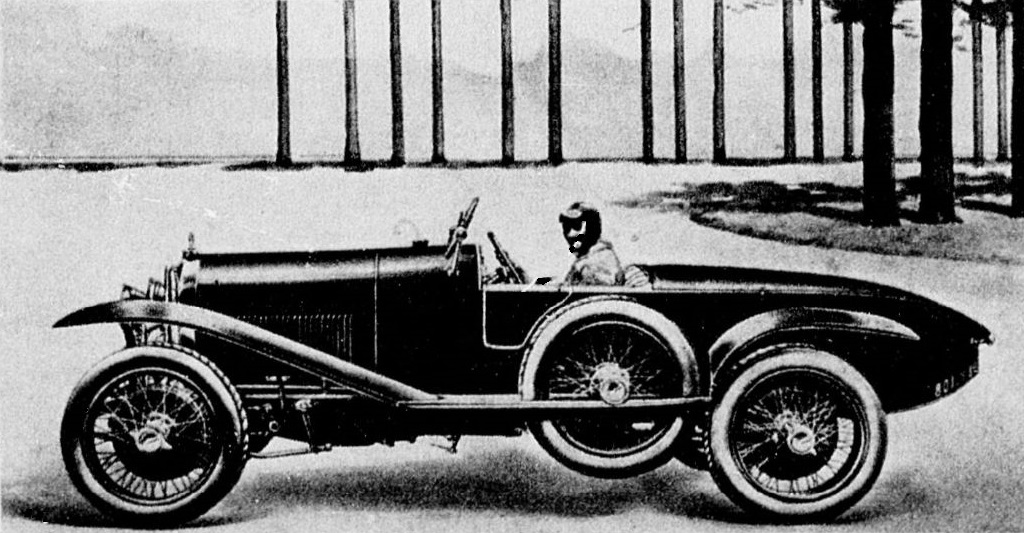
La Lorraine-Dietrich 15 CV de Courcelles et Rossignol, victorieuse des 24 Heures du Mans 1925.

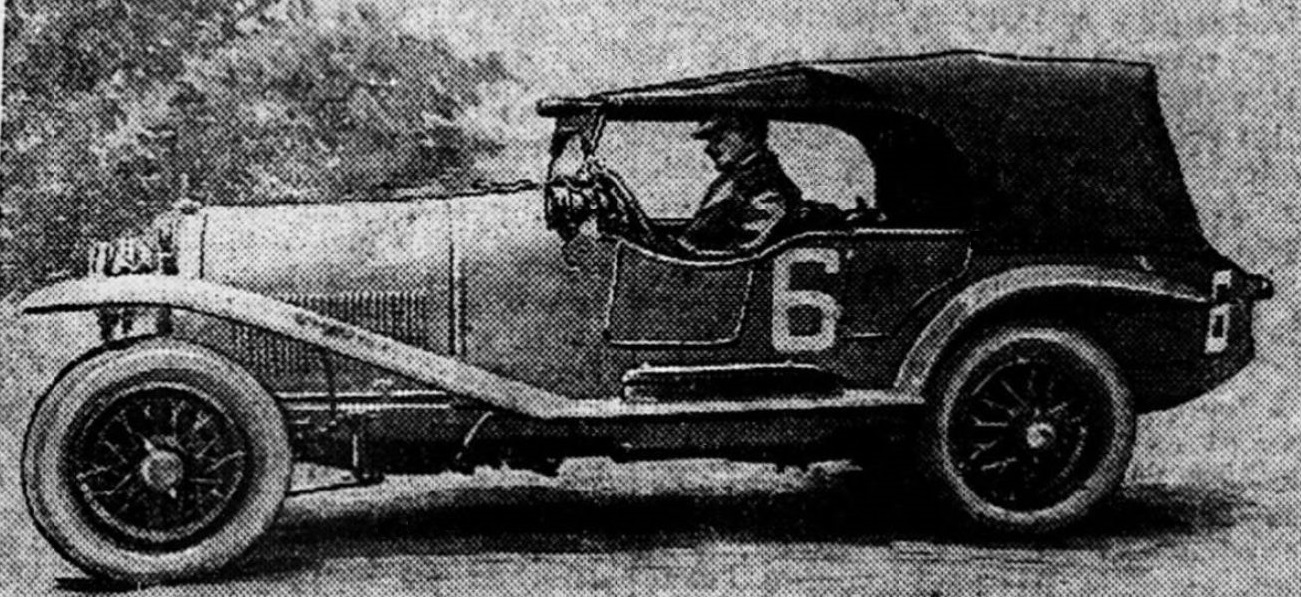
La Lorraine-Dietrich de Bloch et Rossignol, vainqueurs des 24 Heures de Mans 1926.

En 1934, l'usine d'Argenteuil produit des camions sous la licence des camions Tatra. En 1935 sortent les dernières voitures de la marque « Lorraine », avec la 20 CV. Les commandes militaires de camions, de chenillettes Lorraine 37L, de véhicules tout terrain prévus pour transporter l'infanterie des nouvelles divisions mécanisées (Lorraine 38L), occupèrent l'entreprise jusqu'en 1939. L'usine de Lunéville se spécialise dans le matériel de chemin de fer, produisant notamment l'autorail Lorraine.
La Lorraine-Dietrich est reprise par l'entreprise Gnome et Rhône en 1941.

### Liste des moteurs d'avions Lorraine-Dietrich
- Lorraine AM-6 (110 ch 6 cylindres en ligne)
- Lorraine Mizar (en) (230 ch 7 cylindres en étoile)
- Lorraine-Latécoère 8 Bd modifie 230 ch
- Lorraine 8Be
- Lorraine 9 N (en) Algol (310 ch 9 cylindres en étoile)
- Lorraine 12 D (it) (370-375 ch V12)
- Lorraine 12 DB (400 ch V12)
- Lorraine 12 Eb (450 ch W12)
- Lorraine 12Rcr Radium (2200 ch V12 inversé)
- Lorraine 14 Ac (en) Antarès (14 cylindres en étoile)

## Les Lorraine-Dietrich dans les compétitions sportives
Eugène de Dietrich termina personnellement neuvième de Nice-Castellane-Nice en 1899.
Le baron Adrien de Turckheim participa entre 1896 et 1905 à plusieurs courses en France et en Europe (il remporte la course de Strasbourg en 1900, finit cinquième de Nice-Castellane-Nice en 1899 et douzième de Paris-Toulouse-Paris en 1900 et, participe au Paris-Berlin en 1901).
Les « Lorraine » ont été engagées dans plusieurs courses automobiles, et ont gagné plusieurs trophées, parmi lesquels (avec podiums notables):
- 1903 : Paris-Madrid : victoire de Fernand Gabriel
- 1905 : Delhi-Bombay et Coupe des Pyrénées : victoires de Marc Sorel
- 1906 : Circuit des Ardennes : victoire d'Arthur Duray (classés pour la marque : Henri Rougier, Gabriel et Sorel)
- 1907 : Moscou - Saint-Petersbourg : victoire de Duray
- 1912 : Circuit de Brooklands : deux records, ceux des 3 et 6 heures de course (152,593  et   138,984 km/h), pour Victor Hémery[8]
- 1924 : 24 Heures du Mans : deuxième place pour la paire Henri Stoffel-Édouard Brisson et troisième place pour la paire Gérard de Courcelles-André Rossignol (avec le moteur B3-6 de Barbarou)
- 1925
  - 24 Heures du Mans : victoire de la paire Gérard de Courcelles-André Rossignol, troisième place de la paire « Stalter »-Édouard Brisson
  - 24 Heures de Spa : deuxième place de la paire Gérard de Courcelles-André Rossignol, cinquième place de la paire « Stalter »-Robert Bloch
- 1926 : 24 Heures du Mans : triplé des Lorraine-Dietrich B3-6 qui pour la première fois franchissent le cap des 100 km/h de moyenne ; victoire de la paire Robert Bloch-Rossignol (106,350 km/h), deuxième place de la paire Gérard de Courcelles-Marcel Mongin (105,5 km/h) et troisième place de la paire « Stalter »-Édouard Brisson (100,1 km/h).
- 1927 : Coupe Georges Boillot : troisième place pour Édouard Brisson
- 1931 : 24 Heures du Mans : quatrième place assortie d'une victoire en classe C (5,0  à   8,0 l) pour la paire Henri Trébort-Louis Balart en privé

## Les productions ferroviaires
Les usines Lorraine-Dietrich de Lunéville ont également produit des autorails pour le réseau de l’État et la compagnie de l'Est ainsi que des motrices et remorques de tramway, entre autres pour le réseau de Dijon à partir de 1933.